# Romeo i Julia (film 1968)
Romeo i Julia (ang. Romeo and Juliet) – brytyjsko-włoski dramat kostiumowy z 1968 roku w reżyserii Franco Zeffirellego. Jedna z wielu ekranowych adaptacji tragedii Williama Szekspira. Film wyróżniono dwoma Oscarami: za najlepsze zdjęcia i kostiumy.
Historia sławnej pary kochanków z nastawieniem na manifestację młodości i fizyczności, zrealizowana w autentycznej scenerii włoskiego renesansu.

## Obsada
- Leonard Whiting jako Romeo Monteki
- Olivia Hussey jako Julia Kapulet
- John McEnery jako Merkucio
- Milo O’Shea jako ojciec Laurenty
- Pat Heywood jako piastunka
- Robert Stephens jako książę Escalus
- Michael York jako Tybalt
- Bruce Robinson jako Benvolio
- Antonio Pierfederici jako Monteki
- Esmerelda Ruspoli jako pani Monteki
- Paul Hardwick jako Kapulet
- Natasha Parry jako pani Kapulet
- Roberto Bisacco jako Parys
- Roy Holder jako Piotr
- Keith Skinner jako Baltazar
- Laurence Olivier jako narrator (głos)

## Produkcja
Zdjęcia kręcono we Włoszech w następujących lokacjach:
- Artena (prowincja Rzym);
- Gubbio (prowincja Perugia);
- Montagnana (prowincja Padwa);
- Pienza (prowincja Siena);
- Tuscania (prowincja Viterbo)[2][3].